# الزراعة في روسيا

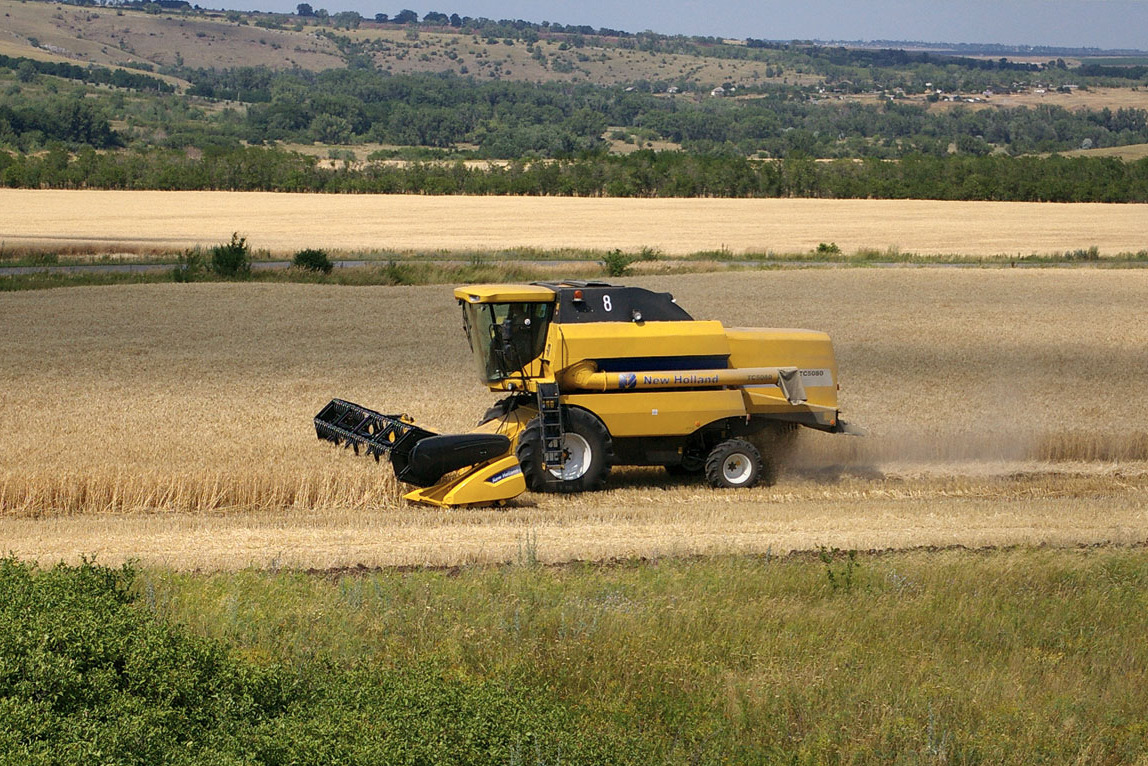
حصاد القمح في روستوف أوبلاست، روسيا – مشهد يعكس التطورات الزراعية في البلاد

تُعد الزراعة في روسيا جزءًا مهمًا من اقتصاد الاتحاد الروسي. وقد مرَّ هذا القطاع بتحول صعب في بداية التسعينيات حين حاول الانتقال من الاقتصاد الموجَّه إلى النظام القائم على السوق. بعد تفكك الاتحاد السوفيتي عام 1991، واجهت المزارع الجماعية والمزارع الحكومية الكبرى، التي كانت تمثل العمود الفقري للزراعة السوفيتية، صعوبات كبيرة نتيجة فقدان قنوات التسويق والإمداد التي كانت الدولة تضمنها، إضافة إلى التغيرات القانونية التي فرضت ضغوطًا على إعادة التنظيم وإعادة الهيكلة. وفي أقل من عشر سنوات، انخفضت مخزونات الماشية إلى النصف، مما أدى إلى انخفاض الطلب على محاصيل العلف، وانخفضت المساحة المزروعة بالحبوب بنسبة 25%.
وانخفض استخدام الأسمدة المعدنية والمدخلات الأخرى المشتراة بشكل كبير، مما أدى إلى انخفاض الإنتاجية، ولم يعد بإمكان معظم المزارع تحمل شراء الآلات الجديدة والاستثمارات الرأسمالية الأخرى. وبعد فترة من الانحدار استمرت نحو عشر سنوات، شهد قطاع الزراعة الروسي تحسنًا تدريجيًا ومطردًا. ساهم انخفاض قيمة الروبل في عام 2014 وفرض العقوبات في تحفيز الإنتاج المحلي، إذ تجاوزت روسيا في عام 2016 مستويات إنتاج الحبوب السوفيتية، وأصبحت في ذلك العام أكبر مصدر للقمح في العالم. وفي السنوات الأخيرة، برزت روسيا مجددًا كقوة زراعية كبيرة، رغم استمرار مواجهة بعض التحديات.
تشير التحليلات الجيوسياسية لتكيف روسيا مع التغير المناخي إلى وجود فرص كبيرة للقطاع الزراعي الروسي خلال بقية القرن الحادي والعشرين، مع زيادة صلاحية الأراضي في سيبيريا للزراعة. ومن المتوقع أن يكون تنظيم تدفقات الهجرة الداخلية والدولية جزءًا رئيسيًا من هذا التحول.

## إحصاءات الإنتاج
إلى جانب إنتاج بعض المنتجات الزراعية الأخرى بكميات أقل، تتضمن إحصاءات الإنتاج لعام 2018 ما يلي:
- ثالث أكبر منتج للقمح في العالم (72.1 مليون طن)، بعد الصين والهند.
- أكبر منتج عالمي لبنجر السكر (42 مليون طن)، الذي يُستخدم لإنتاج السكر والإيثانول.
- ثالث أكبر منتج عالمي للبطاطس (22.3 مليون طن)، بعد الصين والهند.
- أكبر منتج عالمي للشعير (17 مليون طن).
- ثاني أكبر منتج عالمي لبذور عباد الشمس (12.7 مليون طن)، بعد أوكرانيا.
- الثالث عشر عالميًا في إنتاج الذرة (11.4 مليون طن).
- أكبر منتج عالمي للشوفان (4.7 مليون طن).
- الثاني عشر عالميًا في إنتاج الطماطم (2.9 مليون طن).
- رابع أكبر منتج عالمي للكرنب (2.5 مليون طن)، بعد الصين والهند وكوريا الجنوبية.
- ثاني أكبر منتج عالمي للبازلاء الجافة (2.3 مليون طن)، بعد كندا.
- ثالث أكبر منتج عالمي للجاودار (1.9 مليون طن)، بعد ألمانيا وبولندا.
- العاشر عالميًا في إنتاج بذور اللفت (1.9 مليون طن).
- الثامن عالميًا في إنتاج التفاح (1.8 مليون طن).
- رابع أكبر منتج عالمي للخيار (1.6 مليون طن)، بعد الصين وإيران وتركيا.
- التاسع عالميًا في إنتاج البصل (1.6 مليون طن).
- رابع أكبر منتج عالمي للجزر (1.4 مليون طن)، بعد الصين وأوزبكستان والولايات المتحدة.
- ثالث أكبر منتج عالمي لليقطين (1.1 مليون طن)، بعد الصين والهند.
- ثاني أكبر منتج عالمي للحنطة السوداء (931 ألف طن)، بعد الصين.
- ثالث أكبر منتج عالمي للكتان (557 ألف طن)، بعد كازاخستان وكندا.
- رابع أكبر منتج عالمي للحمص (620 ألف طن)، بعد الهند وأستراليا وتركيا.
- أكبر منتج عالمي للكشمش (398 ألف طن).
- رابع أكبر منتج عالمي للكرز (268 ألف طن).
- الثامن عالميًا في إنتاج العدس (194 ألف طن)؛
- أنتجت 4 ملايين طن من فول الصويا.
- أنتجت 1.9 مليون طن من البطيخ.
- أنتجت 627 ألف طن من العنب.

## المناخ
تشهد روسيا درجات حرارة شديدة في فصلي الشتاء والصيف، مع هطول قليل للأمطار خلال الصيف. في العديد من المناطق الروسية، يستمر الغطاء الثلجي لمدة ستة أشهر من العام، ويظل التربة تحت السطح متجمدة بشكل دائم في بعض الأحيان. تُعد المناطق الأكثر خصوبةً في جنوب البلاد، بين كازاخستان وأوكرانيا، وتُعرف باللغة الروسية بـ«تشيرنوزيم» أو «التربة السوداء». وتمثل الأراضي القابلة للزراعة ما يزيد قليلًا عن 7% من إجمالي مساحة البلاد، حيث تُستخدم 60% منها للزراعة و40% للرعي.
تشير التحليلات الجيوسياسية المتعلقة بتأقلم روسيا مع التغير المناخي إلى فرص كبيرة للقطاع الزراعي الروسي خلال بقية القرن الحادي والعشرين، مع زيادة صلاحية الأراضي في سيبيريا للزراعة، ومن المتوقع أن يكون تنظيم تدفقات الهجرة، سواء الداخلية أو الدولية، جزءًا أساسيًا من هذه العملية.